# Moo tancaz
Moo-tancaz es un pájaro fantástico de plumas moradas o azul oscuro, que le permiten pasar desapercibido en la oscuridad. Se encuentra dentro del imaginario colectivo de la zona maya. Produce un sonido similar al del llanto de los bebés. Cuando cae la noche, esta criatura vuela sobre las poblaciones, y de su pico cae una sustancia venenosa que si entra en la boca de aquellos que duermen, produce una muerte instantánea. Por ello, las madres mayas están siempre pendientes de que sus pequeños no duerman con la boca abierta o boca arriba.
Según las leyendas el Moo-tancaz, en realidad, es el alma de un niño que falleció sin ser bautizado y, como resultado de ello, no puede alcanzar la Gloria. Para poder lograr el descanso eterno, debe ocasionar la muerte de otro niño que tampoco cuente con este sacramento, de tal modo, que el alma recién liberada tome su lugar, en un ciclo que se repite continuamente.
Las consejas también refieren que, en ocasiones, suele ir acompañado del Tzitz-tancaz, otro pájaro fantástico, pero cuyo origen no se explica.